# Drum (geologia)
Drum (ang. Drumian):
- w sensie geochronologicznym: drugi wiek trzeciej epoki kambru, trwający około 4 miliony lat (od ~504,5 mln do ~500,5 mln lat temu). Poprzedni wiek tej epoki nie ma jeszcze oficjalnej nazwy, następnym jest gużang.
- w sensie chronostratygraficznym: drugie piętro trzeciego oddziału w systemie kambryjskim, niższe od gużangu.

Stratotyp dolnej granicy drumu znajduje się w górach Drum Mountains w stanie Utah w USA; od niego też wywodzi się nazwa piętra (wieku). Granicę tę wyznacza spąg ciemnoszarego, cienko laminowanego wapienia. Odpowiada on pierwszemu pojawieniu się w zapisie kopalnym trylobita Ptychagnostus atavus, na ten czas przypada także faza transgresji morza.